# Hornbachkette

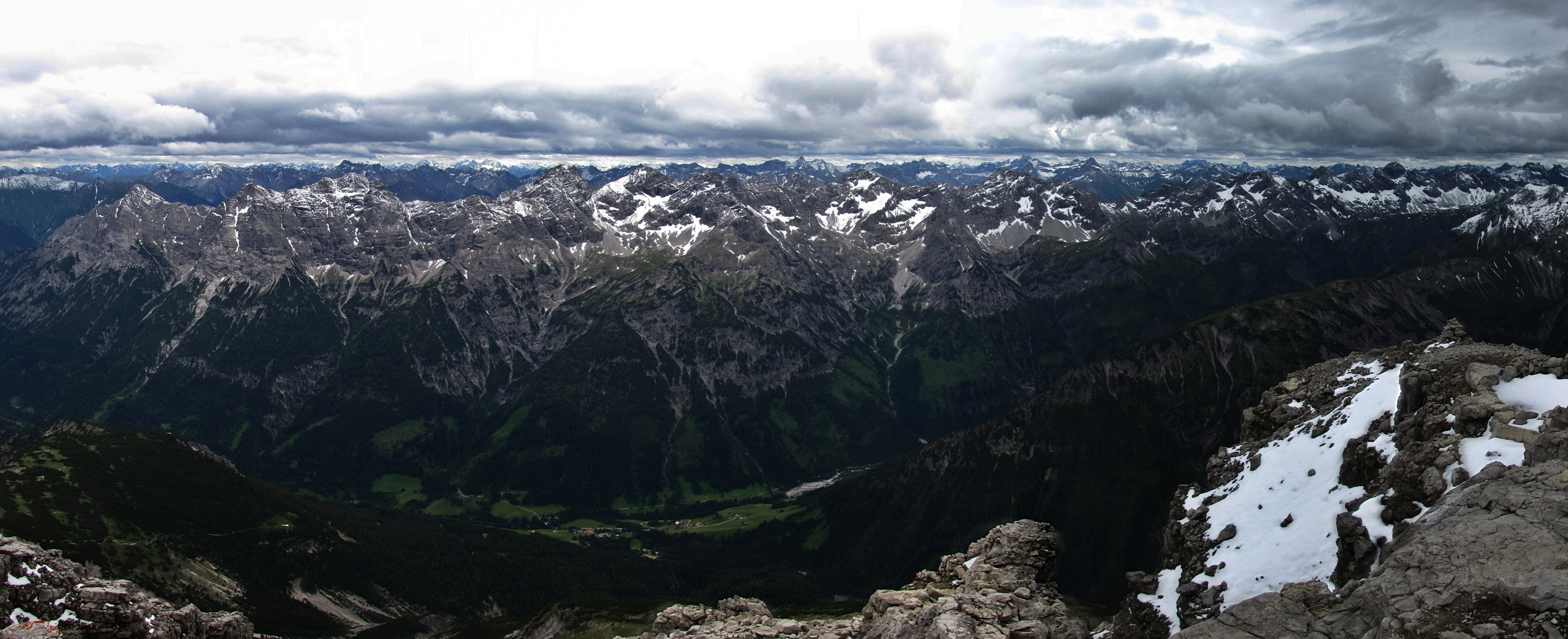
Nordansicht der Hornbachkette vom Hochvogel (2592 m)

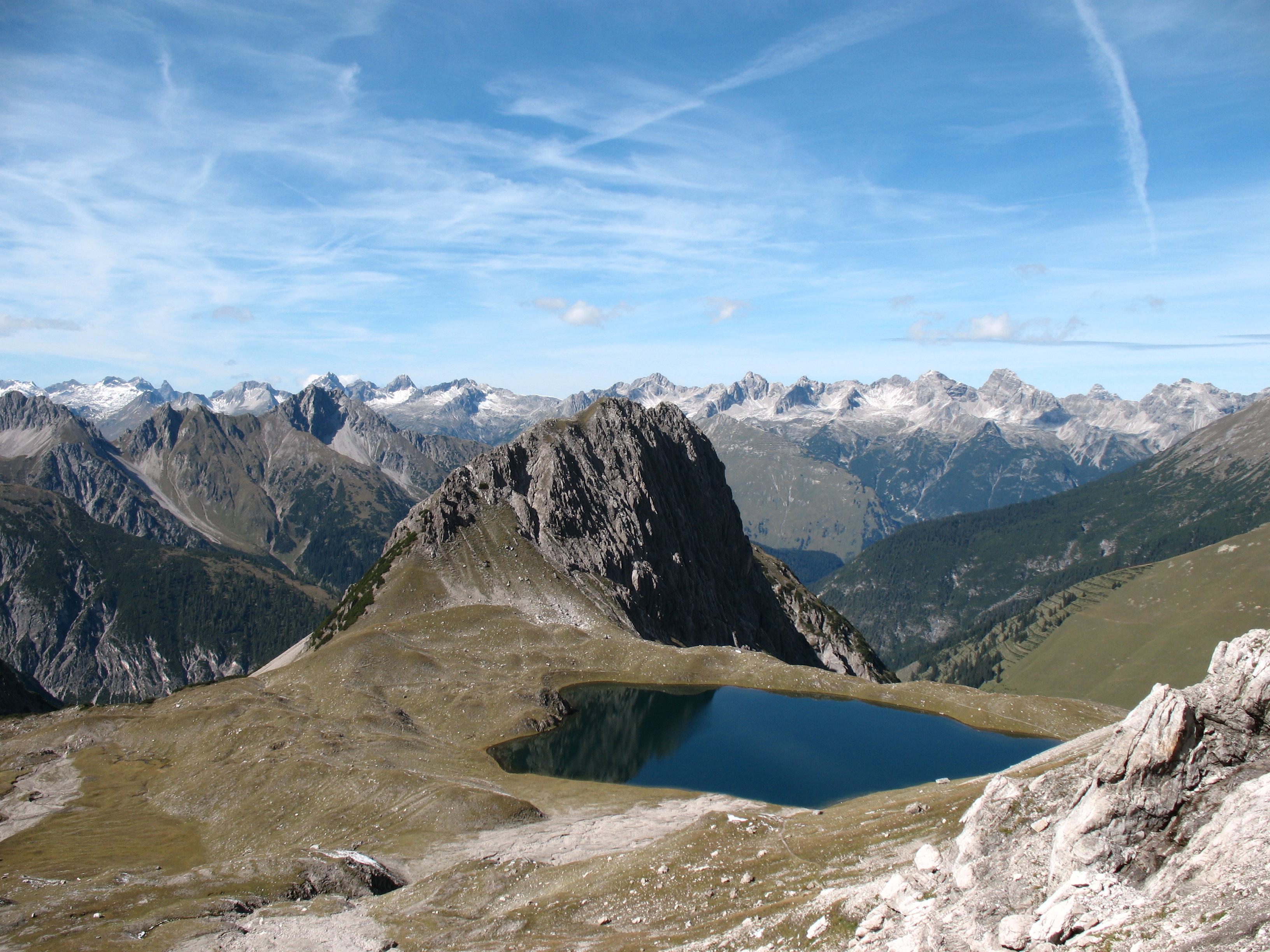
Hornbachkette aus Süden mit Kogelsee

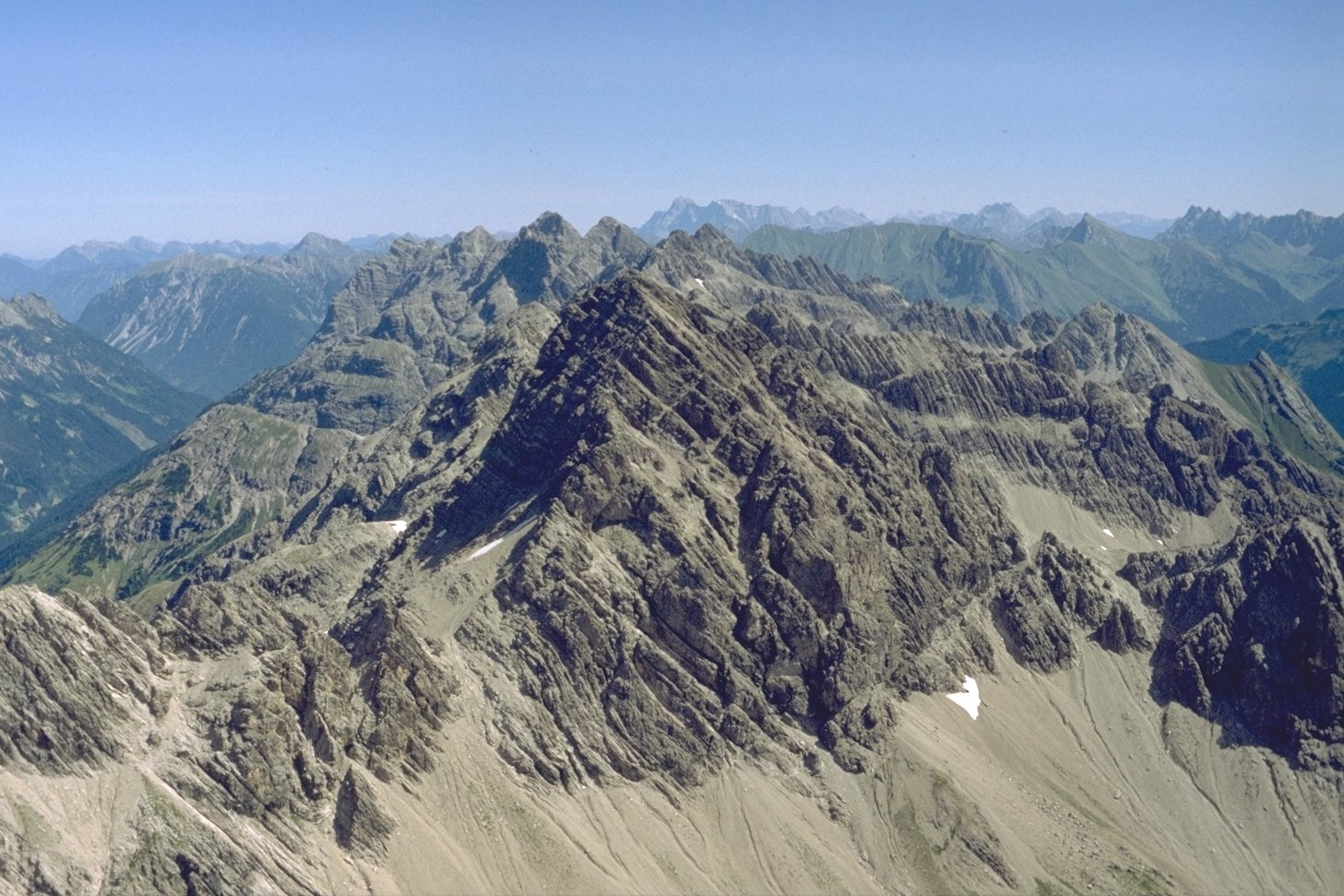
Hornbachkette vom Großen Krottenkopf

Die Hornbachkette ist eine etwa 15 km lange, in Tirol (Österreich) gelegene Bergkette in den Allgäuer Alpen. 

## Geographie
Die Hornbachkette zweigt an der Öfnerspitze vom Allgäuer Hauptkamm ab und zieht in einem leicht nach Norden gewendeten Bogen nach Osten. Ganz im Westen zweigt an der Hornbachspitze ein Seitenast nach Süden ab, in dem sich der bedeutendste Gipfel der gesamten Kette, der Große Krottenkopf (2656 m), befindet. Dieser ist zugleich der höchste Gipfel der Allgäuer Alpen insgesamt. Im Westen lässt sich die Berggruppe entlang diesem Seitenast mit einer Linie abgrenzen, die von Holzgau im Süden über das Höhenbachtal und das Rossgumpental bis ins nördlich gelegene Öfnerkar reicht. Die Begrenzung des Hauptastes der Hornbachkette bildet im Norden das Hornbachtal mit dem Talort Hinterhornbach, im Süden das Lechtal von Holzgau bis Vorderhornbach, wo es sich mit dem Hornbachtal vereinigt. Am Vereinigungspunkt der beiden Täler liegt der östlichste Berg der Gruppe, die Klimmspitze. Im Hauptast der Hornbachkette sind die höchsten Gipfel die Marchspitze (2609 m), die Bretterspitze (2608 m) und die Urbeleskarspitze (2632 m), die auch alle zu den zehn bedeutendsten Gipfeln der Allgäuer Alpen insgesamt gerechnet werden.

## Geologie und Charakter
Das vorherrschende Gestein der Hornbachkette ist der spröde, brüchige Hauptdolomit. Charakteristisch für die Bergkette sind die von ihrem Hauptkamm rechtwinklig abzweigenden Felsrippen. Diese umgrenzen die zahlreichen, zum Teil sehr großen und eindrucksvollen Hochkare, die besonders südlich des Kamms ausgeprägt sind. Viele Berge sind nach den zu ihren Füßen liegenden Karen benannt (z. B. Hermannskarspitze, Kreuzkarspitze, Bretterkarspitze, Sattelkarspitze, Woleckleskarspitze, Gliegerkarspitze, Urbeleskarspitze, Wasserfallkarspitze).

## Erschließung
Im Vergleich zu anderen Berggruppen der Allgäuer Alpen ist die Hornbachkette weniger gut erschlossen. Nur an wenigen Bergen sind Steige angelegt; entsprechend werden die Gipfel, abgesehen von Großem Krottenkopf und Bretterspitze, auch eher selten bestiegen. Westlich der Kette verläuft der viel begangene Fernwanderweg E5 (Abschnitt Kemptner Hütte – Holzgau). Schutzhütten sind im westlichen Drittel die südlich des Kamms gelegene Hermann-von-Barth-Hütte (2129 m) im Wolfebnerkar und weiter östlich das nördlich des Kamms gelegene Kaufbeurer Haus (2007 m) im Urbeleskar. Die beiden Hütten sind über den Enzenspergerweg (benannt nach dem Bergsteiger Josef Enzensperger) miteinander verbunden. 

## Liste der Gipfel
Die bedeutendsten Gipfel im Hauptkamm der Hornbachkette sind (von Westen nach Osten):
| - Hornbachspitze – 2533 m - Faulewandspitzen – 2480 m - Marchspitze – 2609 m - Hermannskarspitze – 2472 m - Ilfenspitzen – 2552 m - Plattenspitzen – 2493 m - Wolfebnerspitzen – 2432 m - Schöneggerkopf – 2322 m - Balschtespitze – 2499 m - Schreierkopf – 2198 m - Kreuzkarspitze – 2587 m - Söllerköpfe – 2402 m - Rotwand – 2262 m | - Bretterkarspitze – 2324 m - Noppenspitze – 2594 m - Häselgehrberg – 2206 m - Sattelkarspitze – 2552 m - Woleckleskarspitze – 2522 m - Jungfrauenspitzen – 2390 m - Gliegerkarspitze – 2575 m - Bretterspitze – 2608 m - Urbeleskarspitze – 2632 m - Zwölferspitze – 2416 m - Wasserfallkarspitze – 2557 m - Schwellenspitze – 2496 m - Klimmspitze – 2464 m |

Der Seitenast, der an der Hornbachspitze – also im äußersten Westen der Hornbachkette – nach Süden abzweigt, umfasst folgende Gipfel:
| - Großer Krottenkopf – 2656 m - Ramstallspitze – 2533 m - Strahlkopf – 2388 m | - Rothornspitze – 2393 m - Jöchelspitze – 2226 m |